# عازم جهنم
عازم جهنم ( Hellbound ) کره‌ای: 지옥; هانجا: 地獄; لاتین‌نویسی اصلاح‌شده: Jiok یک مجموعهٔ تلویزیونی فانتری تاریک کره جنوبی به کارگردانی یون سانگ-هو بر پایهٔ وب‌تون خودش با همین نام است. این مجموعهٔ اصلی نتفلیکس با نقش آفرینی یو آه-این، کیم هیون جو، پارک جونگ-مین، وون جین آه و یانگ ایک-جون، دربارهٔ موجودات ماورای طبیعی است که از ناکجاآباد ظاهر می‌شوند تا مردم را به جهنم محکوم کنند.
قسمت آزمایشی این مجموعه نخستین بار در جشنوارهٔ بین‌المللی فیلم تورنتو ۲۰۲۱ در بخش مجموعه‌های تلویزیونی ساعات پربیننده در ۹ سپتامبر ۲۰۲۱ به نمایش درآمد و نخستین درام کره‌ای است که در این جشنواره حضور پیدا می‌کند. این مجموعه در ۱۹ نوامبر ۲۰۲۱ از نتفلیکس منتشر شد و روز بعد، تبدیل به پر بازدیدترین مجموعهٔ نتفلیکس در جهان شد و از بازی مرکب پیشی گرفت که دو ماه قبل منتشر شده بود.

## خلاصه داستان
عازم جهنم در یک نسخهٔ فانتزی از زمین رخ می‌دهد، که در آن ناگهان موجودات فراطبیعی از ناکجاآباد می‌آیند تا انسان‌ها را به جهنم بفرستند.

## بازیگران

### بازیگران اصلی
- یو آه-این در نقش جونگ جین-سو، یک رهبر فرقه، او رهبر فرقهٔ رو به رشد «انجمن حقیقت جدید» است.[۱۰]
  - پارک سانگ هون در نقش جوانی جونگ جین-سو[۱۱]
- کیم هیون جو در نقش مین هه-جین، یک وکیل[۱۲]
- پارک جونگ-مین در نقش به یونگ-جه، پی‌دی ایستگاه پخش[۱۳]
- وون جین آه در نقش سونگ سو-هیون، همسر به یونگ-جه[۱۴]
- یانگ ایک-جون در نقش جین کیونگ-هون، کارآگاه

### بازیگران مکمل
- کیم دو-یون در نقش لی دونگ-ووک، یک لایو استریمر
- کیم شین-روک در نقش پارک جونگ-جا
- لی ره در نقش جین هی-جونگ، دختر جین کیونگ-هون
- ریو کیونگ-سو در نقش یو جی، روحانی فرقه
- کیم می-سو در نقش یونگ-شین، شماس فرقهٔ حقیقت جدید
- ایم هیون-گوک در نقش گونگ هیونگ-جون، پروفسور جامعه‌شناسی[۱۵]
- کیم هیون در نقش عضو کلیسا